# Leptocerus biwae
Leptocerus biwae är en nattsländeart som först beskrevs av Tsuda 1942.  Leptocerus biwae ingår i släktet Leptocerus och familjen långhornssländor. Inga underarter finns listade i Catalogue of Life.